# Whiteley
Whiteley is een civil parish in het bestuurlijke gebied Fareham, in het Engelse graafschap Hampshire.